# Ernest Kern
Ernest Kern, né à Czernowitz le 9 janvier 1908 et mort à Suresnes le 3 avril 1969, est un médecin généraliste français, né dans une famille juive de l'empire austro-hongrois, résistant et pionnier de l'anesthésie au XXe siècle en France.

## Biographie
Né le 9 janvier 1908 à Czernowitz, alors dans l'empire austro-hongrois et centre traditionnel de la Bucovine, au sein d'une famille juive d'enseignants, Ernest Kern accompagne sa mère en 1914 à Vienne, puis dans les Alpes autrichiennes, à Admont, pour fuir la guerre. De retour à Czernowitz, devenue ville roumaine, Ernest poursuit ses études jusqu'à envisager devenir médecin : c'est l'absence de faculté à proximité et le prestige de la France qui l'attirent à Montpellier en 1926.
Après une formation initiale, Ernest Kern réussit le concours de l'externat des hôpitaux de Paris où il soutient sa thèse en 1933.
Cette même année il épouse une compatriote, Fanny Ungar, qui l'a suivi dans ce périple estudiantin, ils obtiennent la nationalité française.
C'est en réponse à une petite annonce que M. le Dr Kern et madame reprennent en 1934 un cabinet médical situé dans la Loire, à Bussières, où leur dévouement et leurs soins experts les font rapidement adopter.
Interdits d'exercer la médecine en 1941 comme leurs confrères juifs d'origine étrangère, Ernest et son épouse Fanny travaillent comme ouvriers dans une usine de tissage. C'est sous le pseudonyme de Georges Leblond qu'Ernest Kern entre en résistance.

## Vie professionnelle
Formés à Montpellier puis à Paris où ils soutiennent leurs thèses, Fanny et Ernest Kern sont médecins généralistes à Bussières, dans la Loire, de 1934 à 1941.
Le séjour d'Ernest à Londres, de 1943 à 1944, lui permet de compléter sa formation en anesthésie-réanimation et d'obtenir son diplôme du Royal College of Surgeons en juin 1944.
Alors qu'il est malade, c'est Jean Lassner qui lui succède comme chef du département d'anesthésie de l'hôpital Cochin à la fin des années 1960, au cours desquelles le général de Gaulle bénéficia des soins du service quand les professeurs Aboulker et Steg durent intervenir sur sa prostate.
Ernest Kern meurt à Suresnes en 1969.

## Publications
- L'Anesthésie intra-veineuse au pentothal-sodium  (préf. Robert Merle d'Aubigné), Paris, Masson, 1946, 95 p. (OCLC 459758093, lire en ligne [PDF])
- Les dérivés du méthonium en anesthésie, Paris, Masson, coll. « Médecine et chirurgie; recherches et applications », 1950, 124 p. (OCLC 11126330)
- Mes quatre vies, 1908-1969, Paris, Arnette, 1971, 235 p. (OCLC 14427134)
- Regard sur l'anesthésie d'hier  (préf. Professeur Jean-Marie Desmonts, avec Jean Lassner et Guy Vourc'h), Paris, Glyphe et Biotem éditions, coll. « Histoire médecine et société », 2003, 351 p. (ISBN 2-911-11933-9, OCLC 491993212, lire en ligne [PDF])